# Frambozenschorsgalmug
De frambozenschorsgalmug (Resseliella theobaldi) is een galmug, waarvan de larven onder de bast van de framboos leven. De soort komt wijdverspreid in Europa, inclusief Nederland, voor.
De vraatschade die de larven aanrichten is meestal van weinig belang, maar omdat de wonden een invalspoort voor schimmels zijn, richt de larve indirect grote schade aan de plant aan. Indien de schimmels stengelziekten veroorzaken, kan de schimmelaantasting in veel gevallen tot afsterven van de scheuten leiden. Bij zware aantasting kan zelfs een groot deel van het gewas verloren gaan.
De mug zelf is ongeveer 2 millimeter groot en heeft opvallende gebogen antennes en een oranjerood lijf. Om van het stadium van larve tot vlieg te komen, verpopt de frambozenschorsgalmug zich in een zelfgemaakte cocon.

## Synoniem
- Thomasiniana theobaldi Barnes, 1927